# خليف عياط
خليف عياط العيسى وهو رامٍ أردني لرياضة إطلاق العيار الناري الأولمبية، من مواليد الأول من كانون الأول لعام ١٩٢٩، وقد ساهم في تمثيل الأردن في الألعاب الأولمبية الصيفية 1980.

## المشاركة الأولمبية

### موسكو 1980
يُعد خليف أكبر المشاركين عمرًا والممثلين للأردن في تلك المسابقة، حيث بلغ من العمر آنذاك قرابة الخمسين عاماً و٢٣٥ يومًا مع بدء انطلاق المسابقة. نافس خليف على كل من الإطلاق المزدوج من البندقية من مسافة ٥٠ متر في وضع الانبطاح، وكذلك التصويب المزدوج ذو الوضعيات الثلاثة (الانبطاح والانحناء والوقوف) من البندقية من مسافة ٥٠ متر.

### التصويب المزدوج في وضع الانبطاح بمسافة 50 مترًا
وقد استطاع العيسى الحصول على المركز ٣٢ من بين ٥٦ متسابقًا في التصويب من وضع الانبطاح.
| الترتيب | الرامي             | المجموع |
| ------- | ------------------ | ------- |
| 32T     | خليف عياط (الأردن) | 591     |

### التصويب المزدوج في الوضعيات الثلاثة بمسافة 50 مترًا
وتمكن كذلك من تحقيق المركز نفسه بين ٣٩ مشاركا في التصويب من الوضعيات الثلاثة.
| الترتيب | الرَّامي             | نقاط الانبطاح | نقاط الانحناء | نقاط الوقوف | المجموع |
| ------- | ------------------ | ------------- | ------------- | ----------- | ------- |
| 32T     | خليف عياط (الأردن) | 395           | 365           | 344         | 1,104   |